# シシバナヘビ属
シシバナヘビ属（シシバナヘビぞく、Heterodon）は、爬虫綱有鱗目ナミヘビ科に分類される属。

## 分布
アメリカ合衆国、カナダ南部、メキシコ北部

## 形態
最大種はセイブシシバナヘビで最大全長154cm。最小種はナンブシシバナヘビで最大全長61cm。体形は太く短い。胴体中央部の斜めに列になった背面の鱗の数（体列鱗数）は23-25。鱗には隆起（キール）がある。
吻端の鱗（吻端板）は大型で突出し、イノシシやブタのように反り上がることが和名（シシバナ=猪鼻）や英名（hognose=ブタの鼻）の由来。この吻端を使い土を掘り獲物を探す。眼は丸い。上顎には10本前後の歯があり、特に奥歯の2本は長い。属名Heterodonは「違った歯、他と異なる歯」の意。

### 毒
奥歯に溝は無いが、唾液に獲物を麻痺させる成分が含まれている。

## 生態
草原や半砂漠地帯等に生息する。危険を感じると体を膨らませ噴気音を出して威嚇する。それでも相手が怯まない場合は口を開けて腹面を上に向け、総排出口から匂いを出す擬死行動を取る。
食性は動物食で、主にヒキガエルを食べる。特にトウブシシバナヘビはヒキガエルの専食傾向が強い。逆にセイブシシバナヘビは属内でも食性の幅が広くカエルだけでなく小型爬虫類、小型の鳥類、小型哺乳類、動物の死骸等も食べる。
繁殖形態は卵生。

## 分類
以下の分類・英名はReptile Database(2024)に、和名は中井(2021)に従う。
- Heterodon kennerlyi メキシコシシバナヘビ Mexican hognose snake
- Heterodon nasicus セイブシシバナヘビ Western hognose snake
- Heterodon platirhinos トウブシシバナヘビ Eastern hognose snake
- Heterodon simus ナンブシシバナヘビ Southern hognose snake

## 人間との関係
ペットとして飼育されることもあり、日本にも輸入されている。主にセイブシシバナヘビの飼育下繁殖個体が流通する。ナンブシシバナヘビの流通は稀で高価。セイブシシバナヘビにおいては亜種間交配や選別交配により様々な品種が作出されている。

ケージは脱走されないような物を用いる。床材としてウッドチップやウッドシェイブ、メンテナンス性を重視するならキッチンペーパー等を用いるがこまめに交換するようにする。

水入れは生体がトグロを巻いて全身が漬かれるような大きさで、ある程度重さがありひっくり返されない物を用いる。また深さがあり表面が滑りやすいと特に幼体は溺れることもあるため、水深は浅くし水入れに入っても外に出られるような物を選ぶ。水入れの中の水は清潔にし、また水入れがあっても気付かないこともあるので水を飲んでいるかどうかを確認する。

初めはカエルしか食べない個体でもカエルにピンクマウスの皮や汁をつけて与え、それを食べるようならピンクマウスにカエルの粘膜や皮をつけて与える等の段階を経てマウスに餌付けることはできる。しかしトウブシシバナヘビは本属の中でもカエルの専食傾向が強いためマウスへの餌付けは難しい。

唾液には毒があるが、人に対して威嚇等で噛みついてくることはない。しかし給餌中に餌と間違えて噛みつくことがあるため注意が必要。長時間噛まれた際に患部が腫れあがった例があるため、長めのピンセットを用いたり夜間に置き餌をする等してなるべく給餌中の接触は避ける。

## 画像

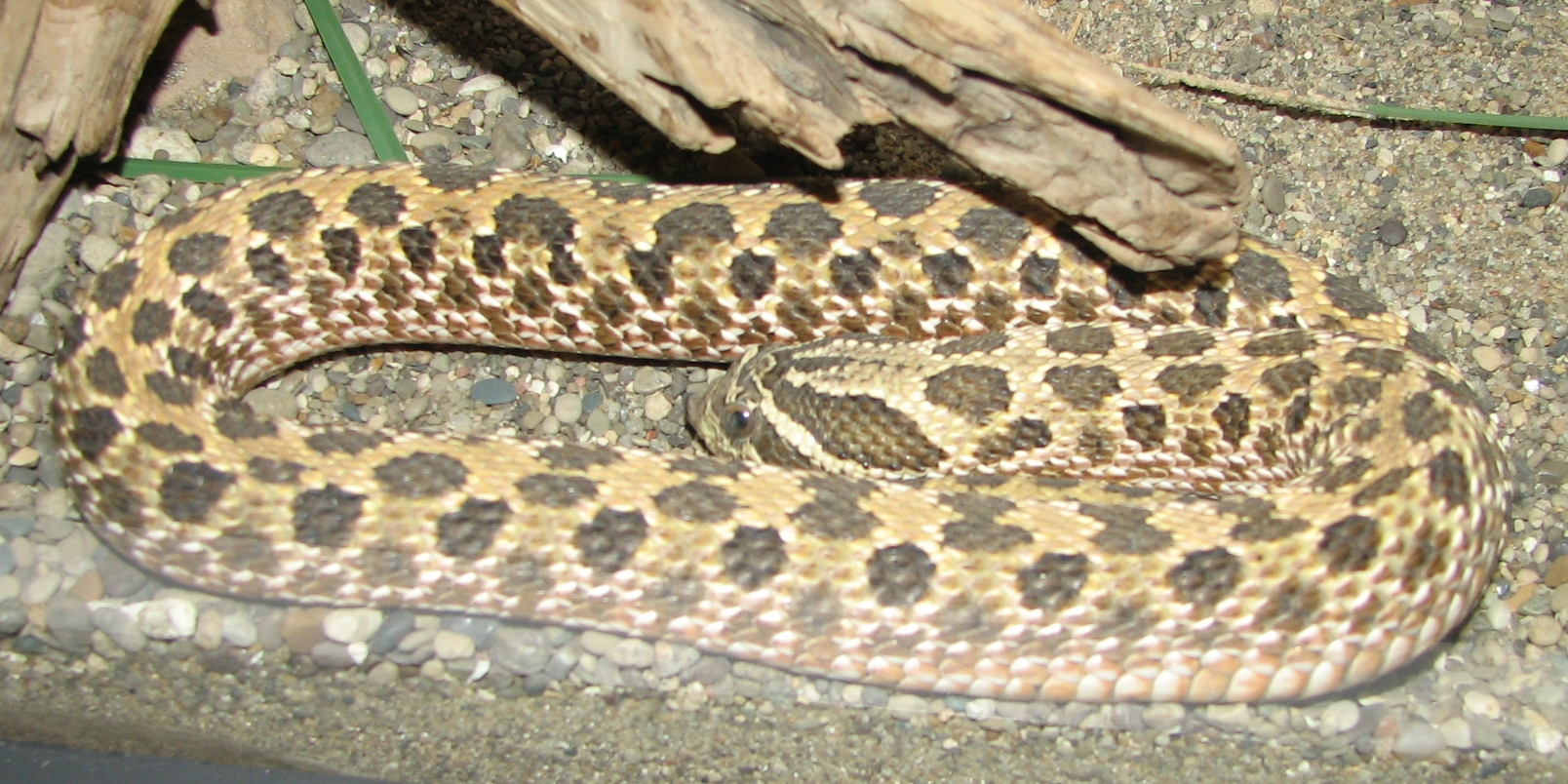
セイブシシバナヘビ H. nasicus